# それがぼくには楽しかったから
『それがぼくには楽しかったから』（原題：Just for Fun: The Story of an Accidental Revolutionary、「ただ楽しみのため: 意図せず生まれた革命（家）の物語」の意）とは、Linuxカーネルの生みの親である開発者リーナス・トーバルズに関する自伝である。共著者はデイヴィッド・ダイアモンド。作品は自由ソフトウェア運動やLinux開発に関してのリーナス自身の視点で描かれている。
オペレーティングシステム（OS）の中核を担うカーネルである"Linux"を開発したリーナス自身に焦点を当て、その内面を描いている。Linux誕生前の時代とその後の状況に分けることができ、Linux誕生前については、彼がIntel 80386マシンを入手した前後から、とりわけMINIXやのちにLinuxが知名度を大いに上げるにつれて名称論争を引き起こしたGNUプロジェクトについても言及されている。後者のように、多くの傘下組織のもと数百もの別々のプロジェクトによってOS全体が書き上げるということが当時標準的とされた中、それらとは全く異なる開発形態（"伽藍とバザール"）を持つLinuxを作り出した彼の「動機」について、本書は独自の極めて平易な言葉でまとめている。本書はコンピュータ書とも言われるが、技術的な事柄はほとんど書かれていない。
本書は様々な言語に翻訳されており、その中にはリーナスの母国の公用語、フィンランド語や、そののち、彼自身の第一言語であるスウェーデン語も含まれている（彼はフィンランドのスウェーデン語を話す少数民族に属す）。ただ楽しむためだけに彼が始めた（そして未だ維持管理を行う）カーネルは今や、6千万以上の人々のPCデスクトップやそれ以上の台数のウェブサーバのOSの一部として稼動している（記事"Linux"参照）。

## 履歴
- ISBN 0-06-662072-4: Hardcover (2001)
- ISBN 0-06-662073-2: Paperback (2002)
- ISBN 0-694-52539-1: Audio Cassette (abridged) (2001)
- ISBN 0-694-52544-8: Audio CD (abridged) (2001)
- ISBN 978-4796880015: それがぼくには楽しかったから（翻訳: 風見潤、監修: 中島洋、2001年）